# 강인봉
강인봉(姜仁鳳, 1966년 1월 23일 ~ )은 대한민국의 가수, 싱어송라이터, 음악프로듀서이다.

## 일생
서울특별시 출생으로 1971년부터 아역 영화배우 활동을 하다가 1976년에 가족으로 구성된 작은별가족이라는 그룹에서 가수로 활동하기 시작하였다. 마이클 잭슨의 'In Our Small Way' 번안한 '나의 작은 꿈' 등 히트곡을 불렀고, '마징가 제트', '우주소년 아톰' 등 만화 주제가도 불렀다.
1971년 아역 영화배우로 데뷔한 이래 연예 활동을 하면서 초등학교부터 고등학교까지 검정고시로 졸업했으며, 14세 때 최연소로 사법고시에 응시하였다.
이후 1985년까지 작은별가족에서 활동하였고, 이후에 '벌거숭이'에서 활동하면서 '삶에 관하여'라는 노래를 발표하였다.
대학 졸업 후, 직장 생활에 전념하다가 회사에 음반 제작 오디오 파트가 생겨 가수 김원준과 사이버가수 류시아를 발굴하였는데 특히 김원준의 1, 2, 3집 앨범제작에 참여했다. 그러다가 음악에 대한 미련을 접지 못 해 오랜 공백을 깨고 1994년에 '벌거숭이'에서 같이 활동했던 곽윤종과 '키키'라는 그룹을 결성, '매리가 해피를 만났을 때'라는 노래를 발표하였다.
1997년 그룹 '세발 자전거'를 결성해 활동하다가 2001년 남성 3인조 퓨전 포크 록 그룹 '자전거 탄 풍경'을 결성하며 활동하였다.
2005년부터 '자전거 탄 풍경'에서 분리된 '나무자전거'에서 활동하고 있다가 2011년 '자전거 탄 풍경'을 재결성하였으며 현재 3인조 보컬 음악 그룹 '자전거 탄 풍경'과 이 그룹의 2인조 유닛 형태인 '나무자전거'에서 모두 보컬리스트 겸 기타리스트로 활동하고 있다.

## 학력
- 초등학교 중퇴
- 중학교 입학자격 검정고시 합격
- 고등학교 입학자격 검정고시 합격
- 고등학교 졸업학력 검정고시 합격
- 고려대학교 신문방송학과 학사
- 고려대학교 언론대학원 언론학 석사

## 저서
- 2011년 11월 가톨릭출판사의 ‘고통과 아픔을 기도로 극복한 문화 예술인의 이야기’ 《슈퍼스타》 공저

## 가족 관계
- 아버지 : 강문수(1923년 ~ 2022년 2월 14일)
- 어머니 : 주영숙(1932년 ~ )
- 첫째형 : 강인호
- 둘째형 : 강인혁
- 셋째형 : 강인엽(1957년 ~ )
- 넷째형 : 강인경
- 다섯째형 : 강인구
- 누나 : 강애리자(1962년 ~ )

```
* 아내, 슬하 1남 1녀
```